# Megachile arundinacea
Megachile arundinacea là một loài Hymenoptera trong họ Megachilidae. Loài này được Taschenberg mô tả khoa học năm 1872.